# I ondskans spår (TV-serie)
I ondskans spår (originaltitel Spuren des Bösen) är en tysk-österrikisk kriminalserie från 2011 med Heino Ferch, Nina Proll och Erwin Steinhauer i huvudrollerna. Programmet är en samproduktion mellan Österreichischer Rundfunk och ZDF.